# Bartholomäuskirche (Vellberg-Großaltdorf)

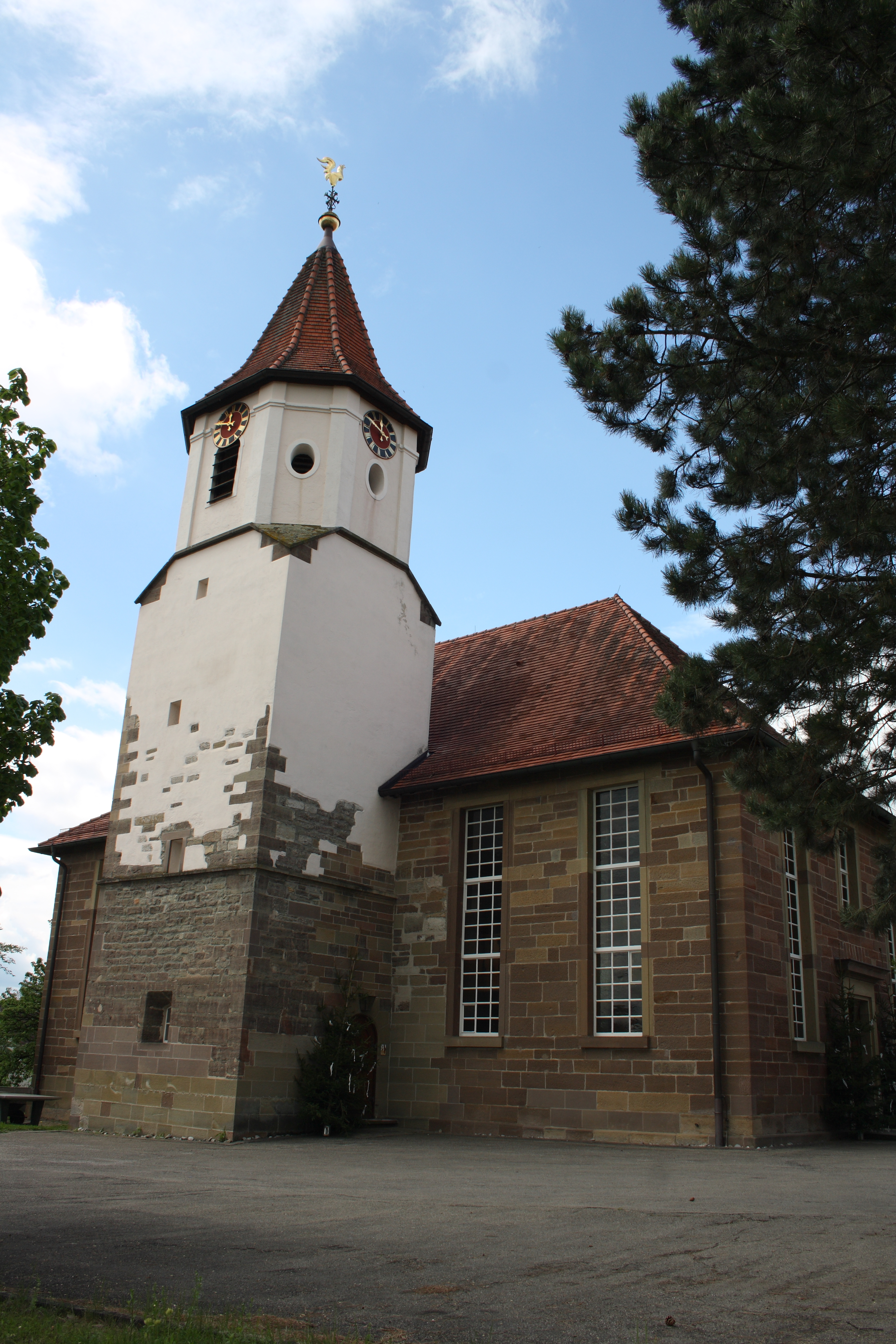
Bartholomäuskirche

Die evangelische Bartholomäuskirche in Vellberg-Großaltdorf ist ein historischer Sakralbau und das Gotteshaus der Kirchengemeinde Großaltdorf.
Der heute teilweise verputzte Kirchturm, ehemals Chorturm, stammt noch aus der Zeit der Romanik. Im 18. Jahrhundert erhielt der Turm ein geschweiftes Dach. Im Jahr 1835 wurde durch die Staatsbauverwaltung an den alten Kirchturm das neue Kirchenschiff im Rundbogenstil als Querkirche angebaut: mit quadratischem Grundriss und Drei-Seiten-Empore gegenüber der Kanzel über dem Turmeingang.
Zur Ausstattung zählte ein altes Altargemälde, welches das Abendmahl Jesu darstellte, sowie silberne Abendmahlsgefäße mit Inschriften von 1650. Ein hölzernes Epitaph aus dem Jahre 1657 mit gemaltem Votivbildnis ist dem Gedenken eines Pfarrers Werner gewidmet. Aus der Zeit der Spätgotik stammt das steinerne, rundbogige Wandtabernakel.
Im Kirchturm befinden sich eine große Glocke aus dem 17. Jahrhundert sowie eine kleine aus dem Jahre 1732.